# Microtia draudti
Microtia draudti är en fjärilsart som beskrevs av Johannes Karl Max Röber 1914. Microtia draudti ingår i släktet Microtia och familjen praktfjärilar. Inga underarter finns listade i Catalogue of Life.